# Androniscus stygius
Androniscus stygius är en kräftdjursart som först beskrevs av Nemec 1897.  Androniscus stygius ingår i släktet Androniscus och familjen Trichoniscidae.

## Underarter
Arten delas in i följande underarter:
- A. s. dentatus
- A. s. ocellatus
- A. s. kesselyaki
- A. s. microcavernicolus
- A. s. tschameri
- A. s. stygius